# Federação Eslovaca de Voleibol
A Federação Eslovaca de Voleibol  (em eslovaco: Slovenská Volejbalová Federácia SVF) é  uma organização fundada em 1993 que governa a pratica de voleibol na Eslováquia, sendo membro da Federação Internacional de Voleibol e da Confederação Européia de Voleibol, a entidade é responsável por  organizar  os campeonatos nacionais de  voleibol masculino e feminino no país.